# Caroline Campbell
Caroline Campbell é uma violinista americana. Ela é solista e camerista que realiza performances e grava música clássica, jazz, cinema e música popular. 

## Início de vida
Campbell nasceu em Albany, Nova Iorque, e cresceu no Havaí, Nevada e no norte da Califórnia . Ela começou a tocar violino em uma aula de pré-escola aos três anos de idade utilizando o Método Suzuki. Aos oito anos, ela se apresentou sozinha com a Orquestra Filarmônica de Reno. Como veterana no ensino médio, ela foi selecionada pelo Programa de Bolsistas Presidenciais e perfomou no Kennedy Center.
Ela completou o ensino médio como estudante no Programa para Artistas Jovens (Young Artists Program) no Instituto de Música de Cleveland, e continuou o trabalho colegial no Instituto de Cleveland, onde estudou com David Cerone e Donald Weilerstein. Campbell foi transferida para a Universidade de Stanford em 2000. Ela estudou Ciência da computação, lógica, lingüística e psicologia . Enquanto estava em Stanford, ela trabalhou com Gennady Kleyman. Em 2004, ela se formou na Phi Beta Kappa com bacharel em Sistemas simbólicos e um mestrado em sociologia.

## Carreira
Campbell apareceu como solista com a Orquestra de Cleveland, Filarmônica de Los Angeles, Sinfônica de Detroit, Orquestra Sinfônica de Indianápolis e Dallas Symphony. Ela fez performances solo no Carnegie Hall, Kennedy Center, Sydney Opera House, Hollywood Bowl, e Barclays Center . Ela fez duetos com Andrea Bocelli, Sting, Michael Bublé, Chris Botti, Josh Groban, Rod Stewart e Julio Iglesias.
Campbell se apresenta regularmente com o trompetista de jazz Chris Botti, e fez participação na faixa Oblivion do álbum de Botti, Impressions . Como artista convidada, ela excursionou pelos cinco continentes com Botti e se juntou a Barbra Streisand em sua turnê de 2012. Campbell foi a artista convidada de Andrea Bocelli em sua turnê nos Estados Unidos em 2012 e fez duetos com ele em seu concerto da PBS Great Performines em Portofino, Itália, e no filme Love in Portofino.
Campbell é a primeira violinista do Sonus Quartet, um quarteto de cordas que combina diversos estilos musicais de de Los Angeles. Com o Sonus Quartet, Campbell se apresentou com Stevie Wonder na Biblioteca do Congresso, gravou com Norah Jones para seu álbum Little Broken Hearts, participou da música Crazy com Gnarls Barkley, e gravou músicas para as trilhas sonoras de filmes como The Curious Case of Benjamin Button, Transformers: Revenge of the Fallen, Homem-Aranha e o Ranger Solitário.
Campbell é integrante fundadora do Opus X, um quarteto musical clássico que inclui a pianista russa-dinamarquesa Tanja Zapolski, a clarinetista britânica Lone Madsen e a violoncelista japonesa Kristina Reiko Cooper. O primeiro single do grupo, Libertango, foi lançado em 10 de junho de 2013. O Opus X gravou seu primeiro álbum com o produtor vencedor do Grammy, Steven Epstein.
O álbum de estreia de Campbell, Truly, Simply, Deeply, foi lançado em 2011. Seu segundo álbum, With Love from Hollywood, foi lançado em julho de 2013. 